# 三星Galaxy A80
三星Galaxy A80是三星電子在2019年7月推出的智能手機，運行基於Android 9 Pie作業系統的One UI介面。這台智慧型手機搭載了Qualcomm Snapdragon 730 SoC，由8個Kyro 470核心、Adreno 618 GPU、8GB的記憶體和128GB儲存空間組成。A80 支援4G雙卡雙待。不可拆卸的3700mAh電池，支援比自家的Galaxy S10更快的25w快充。Galaxy A80採用三星自家的6.7吋Super-AMOLED FHD+螢幕。 
Galaxy A80是三星第一款採用反轉式鏡頭及「New Infinity Display」設計的手機。
但Galaxy A80取消了3.5mm耳机插孔，且不支援Micro SD。